# Lever du soleil au Spluga
Lever du soleil au Spluga (en italien, Levata del Sole allo Spluga) est une peinture à l'huile sur toile de 97 × 145 cm, réalisée par Carlo Bazzi en 1900 et conservée à Milan.
L'œuvre d'art Levata del sole allo Spluga a été exposée dans l'exposition IV Milan Triennale 1900 de l'Académie des beaux-arts de Brera.

## Description
C’est une grande peinture où les principes cardinaux de l’impressionnisme sont esquissés, mais à l’italienne. Avec une atmosphère brillante où se trouve un cameo rappelant peut-être un couple romantique au loin, peut-être enlacé ou peut-être seulement un miroir près des bateaux à quai, tandis qu’une femme marche devant eux en opposition idéale. Il représente un magnifique matin, à l’aube du lac au pied du mont Spluga, qui n’est pas enveloppé de brume, mais qui est encore impalpable, de sorte que certains détails sont représentés de manière indéfinie. En premier plan, il y a deux petites barques, disposées en diagonale de gauche à droite, sur la rive, vides. À l’arrière-plan, deux voiles déployées, toujours en paire métaphorique. Au-dessus du lac, flottent majestueuses des montagnes déchiquetées, éclairées par le soleil rougeoyant, qui s’ouvrent lentement dans le ciel, émettant des rayons orange tremblants qui se reflétaient dans l’eau, jamais striée par aucune vague, inondant uniformément tout le paysage, en contraste et en opposition avec les dessins durs peints par la glace sur le sommet de la montagne dans l’angle droit. En bas à droite, enfin, la peinture est signée en diagonale, en grand : "Bazi".